# Jean Kluger
Jean Joseph Kluger (Antwerpen, 31 maart 1937) is een Belgisch componist, muziekuitgever en muziekproducent.

## Levensloop
Jean Kluger was de oudste zoon van muziekuitgever Jacques Kluger die van joodse origine was. Vanaf 1957 kwam Jean in dienst van de World Music Publishing Group, de onderneming van zijn vader. Enkele jaren later begon hij met het schrijven en componeren van liedjes. Zijn eerste succes was Hutje op de heide dat vertolkt werd door Bobbejaan Schoepen. Zijn eerste succes als producer behaalde hij in 1960 met Kili Watch van The Cousins.
Toen zijn vader enige tijd later ziek werd, namen Jean en zijn jongere broer Roland stilaan de fakkel van hun vader over. Jean nam de productie van het werk van Will Tura over van zijn vader en had meteen een hit met Eenzaam zonder jou. Na het overlijden van zijn vader in 1963 richtte hij zijn eigen onderneming op. Zijn broer Roland nam de leiding over World Music Publishing Group en het platenlabel Palette Records op zich. Later zou Roland ook een eigen uitgeverij en platenlabel oprichten – RKM (Roland Kluger Music) – dat onder meer Plastic Bertrand, Telex en Two Man Sound onder contract had. 
Jean Kluger ging vanaf 1964 nauw samenwerken met tekstschrijfster Nelly Byl die honderden teksten zou schrijven voor artiesten waarvoor hij de productie verzorgde, maar vooral voor Will Tura (producer van ruim vijftig albums).
In 1965 huwde Jean Kluger met Huguette Ferlaud (°1927-2021), de toenmalige producer van Michel Polnareff, en ging in Parijs wonen. Met haar richtte Kluger in 1968 de Franse muziekuitgeverij Blue, Blanc, Rouge op waarvan ze directrice werd. In Parijs leerde hij Daniël Vangarde kennen met wie hij lange tijd zou samenwerken. Samen schreven ze hits voor onder meer Ottawan, Bananarama, The Gibson Brothers en The Lovelets. In 1971 produceerden en schreven ze samen twaalf nummers voor de LP Le Monde Fabuleux Des Yamasuki van de fictieve groep The Yamasuki Singers. De teksten, geschreven met behulp van een Japans woordenboek in een fonetisch pseudo-Japans en opgenomen met een kinderkoor en enkele karatekreten, oogstten veel bijval. Een van de liedjes, Yamasuki, met bijhorend danspasje, zou uitgroeien tot een waar cultnummer. Een andere single van dat album, Aieaoa, kende aanvankelijk weinig succes tot de Belgisch-Congolese groep Black Blood er in 1975 met A.I.E. (A mwana) een internationale hit mee scoorde. De productie van deze cover, ditmaal ingezongen in het Swahili door zangeres Thembi, was opnieuw van de hand van Jean Kluger. Ondanks het mega-succes ging de groep al snel ten onder aan de sterallures en alcoholmisbruik van de groepsleden.      
Jean Kluger stichtte de platenlabels Biram en Topkapi en talloze Vlaamse en internationale artiesten vonden onderdak bij hem waaronder Marva, John Terra, Paul Severs (tot 1973), Johan Verminnen, Dana Winner, The Gibson Brothers, Ottawan, La Compagnie Créole en vele anderen. 
Op 18 april 1981 werd Klugers echtgenote Huguette Ferlaud vanuit haar villa in Marnes-la-Coquette ontvoerd door enkele leden van zijn huispersoneel. Na vier dagen gijzeling werd ze ongedeerd en zonder betaling van losgeld weer vrijgelaten.  Sindsdien laat Jean Kluger de grote internationale projecten aan zich voorbij gaan en legt hij zich vooral toe op de productie voor concerten van bekende Vlaamse artiesten zoals Will Tura met de succesvolle 'Tura in Symfonie'-reeks in Vorst Nationaal in 1992.
In 2016 wordt Jean Kluger voorzitter van het International Certificate for Piano Artists (ICPA), een internationale stichting ter bevordering van jonge, talentvolle pianisten.

## Composities
Ook schreef Kluger hits voor Dalida, Claude François, Sheila B. Devotion, Petula Clark, Rika Zaraï en Sacha Distel. Klugers Toi tu voudrais (1968) van Claude François is ook bekend als de Nederlandstalige klassieker De glimlach van een kind (Willy Alberti 1968 en anderen).
Zijn succesrijkste composities waren:
- Kili Watch van The Cousins (1 miljoen stuks)
- Casatchock en Taka Takata van Paco Paco
- D.I.S.C.O. (532.000 stuks verkocht in Frankrijk), Haut les Mains van Ottawan, C'est bon pour le moral van La Compagnie Créole (geschreven samen met Daniël Vangarde; 488.000 stuks verkocht in Frankrijk)
- Cuba en vooral que sera mi vida (5 miljoen stuks) van The Gibson Brothers (een samenwerking tussen Kluger en Nelly Byl)

Enkele bekende Vlaamse composities:
- Will Tura	(meestal met tekst van Nelly Byl):
  - Vlaanderen mijn land (Tekst Marc Swido)
  - Ik mis je zo
  - De mannen van de nacht
  - Verboden dromen
  - Angelina
  - Hopeloos
- Marva
  - Rode rozen in de sneeuw (tekst van Nelly Byl)
- John Terra
  - Is er een ander tussen jou en mij (Jean Kluger/John Terra/Jan Nick